# Neujahrskonzert der Wiener Philharmoniker 1982

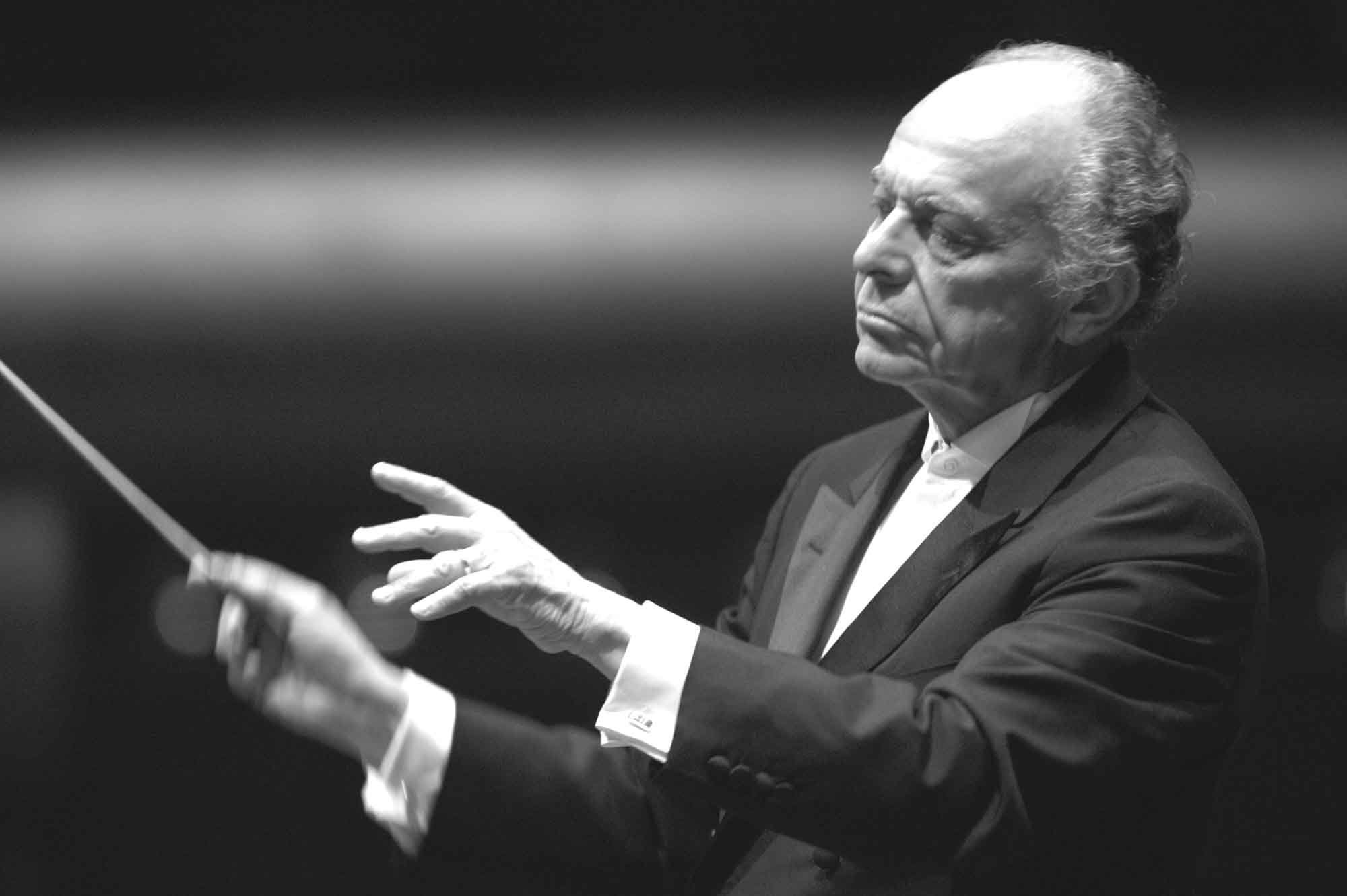
Lorin Maazel (2006)

Das Neujahrskonzert der Wiener Philharmoniker 1982 war das 42. Neujahrskonzert der Wiener Philharmoniker und fand am 1. Jänner 1982 im Wiener Musikverein statt. Dirigent war erneut, zum nunmehr dritten Mal, Lorin Maazel, der bereits die vergangenen Neujahrskonzerte 1980 und 1981 in direkter Nachfolge des legendären Willi Boskovsky geleitet hatte. Er leitete in Folge noch die Neujahrskonzerte 1983 bis 1986, für das danach folgende Konzert, das von 1987 und folgend alle weiteren Konzerte bis heute, entschieden sich die Wiener Philharmoniker, alljährlich einen wechselnden Dirigenten auszuwählen und ihn einzuladen.
Einzelne Musikstücke wurden wieder mit Ballettaufnahmen unterlegt. Es tanzten Mitglieder des Balletts der Staatsoper Wien, die Choreographie übernahm wieder Ballettmeisterin Gerlinde Dill. Ebenfalls wirkten die Wiener Sängerknaben mit, die im 2. Teil zwei Polka françaises, Bitte schön! von Johann Strauss (Sohn) und Feuerfest! von Josef Strauss, jeweils in der Chorbearbeitung von Helmuth Froschauer, vortrugen.
Die Bildregie der Fernsehübertragung für den zweiten Teil hatte erneut Hugo Käch. Übertragen wurde es in folgende Staaten (alphabetisch): Belgien, Bundesrepublik Deutschland, Dänemark, Finnland, Frankreich, Hongkong, Irland, Island, Italien, Japan, Jordanien, Jugoslawien, Luxemburg, die Niederlande, Norwegen, Portugal, Rumänien, Schweden, die Schweiz, Spanien, Südafrika, Türkei, Ungarn und Zypern, mithin in 24 Staaten weltweit.
Die Vinyl-LP des Konzert-Mitschnitts, erheblich gekürzt und auch umgestellt im Programm, erschien 1982 unter dem Label Deutsche Grammophon bei Polydor.

## Programm

### 1. Teil
1. Joseph Lanner: Hofballtänze, Walzer, op. 161
2. Josef Strauss: Die tanzende Muse, Polka mazur, op. 266*
3. Eduard Strauß: Mit Extrapost, Polka schnell, op. 259
4. Johann Strauss (Sohn): Seid umschlungen Millionen, Walzer, op. 443
5. Johann Strauss (Sohn): Electrofor-Polka, Polka schnell, op. 297*

### 2. Teil
1. Otto Nicolai: Ouvertüre zur Oper Die lustigen Weiber von Windsor*
2. Josef Strauss: Die Emancipirte, Polka mazur, op. 282
3. Josef Strauss: Delirien, Walzer, op. 212
4. Johann Strauss (Sohn): Bitte schön!, Polka française, op. 372 (Chorfassung, Bearbeitung: Hellmuth Froschauer, Ausführende: Wiener Sängerknaben)
5. Josef Strauss: Feuerfest, Polka française, op. 269 (Chorfassung, Bearbeitung: Hellmuth Froschauer, Ausführende: Wiener Sängerknaben)
6. Johann Strauss (Sohn): Kaiser-Walzer, op. 437
7. Johann Strauss (Vater): Cachucha-Galopp, op. 97* (Bearbeitung: Max Schönherr)
8. Johann Strauss (Sohn): Vergnügungszug, Polka schnell, op. 281

### Zugaben
1. Johann Strauss (Sohn): Unter Donner und Blitz, Polka schnell, op. 324
2. Johann Strauss (Sohn): An der schönen blauen Donau, Walzer, op. 314
3. Johann Strauss (Vater): Radetzky-Marsch, op. 228

Werkliste und Reihenfolge sind der Website der Wiener Philharmoniker entnommen.
Die mit * gekennzeichneten Werke standen erstmals auf dem Programm eines Neujahrskonzertes.

## Besetzung (Auswahl)
- Lorin Maazel, Dirigent
- Wiener Philharmoniker
- Wiener Sängerknaben